# Cyphostemma paucidentatum
Cyphostemma paucidentatum är en vinväxtart. Cyphostemma paucidentatum ingår i släktet Cyphostemma och familjen vinväxter.

## Underarter
Arten delas in i följande underarter:
- C. p. paucidentatum
- C. p. zanzibaricum